# MRC-5

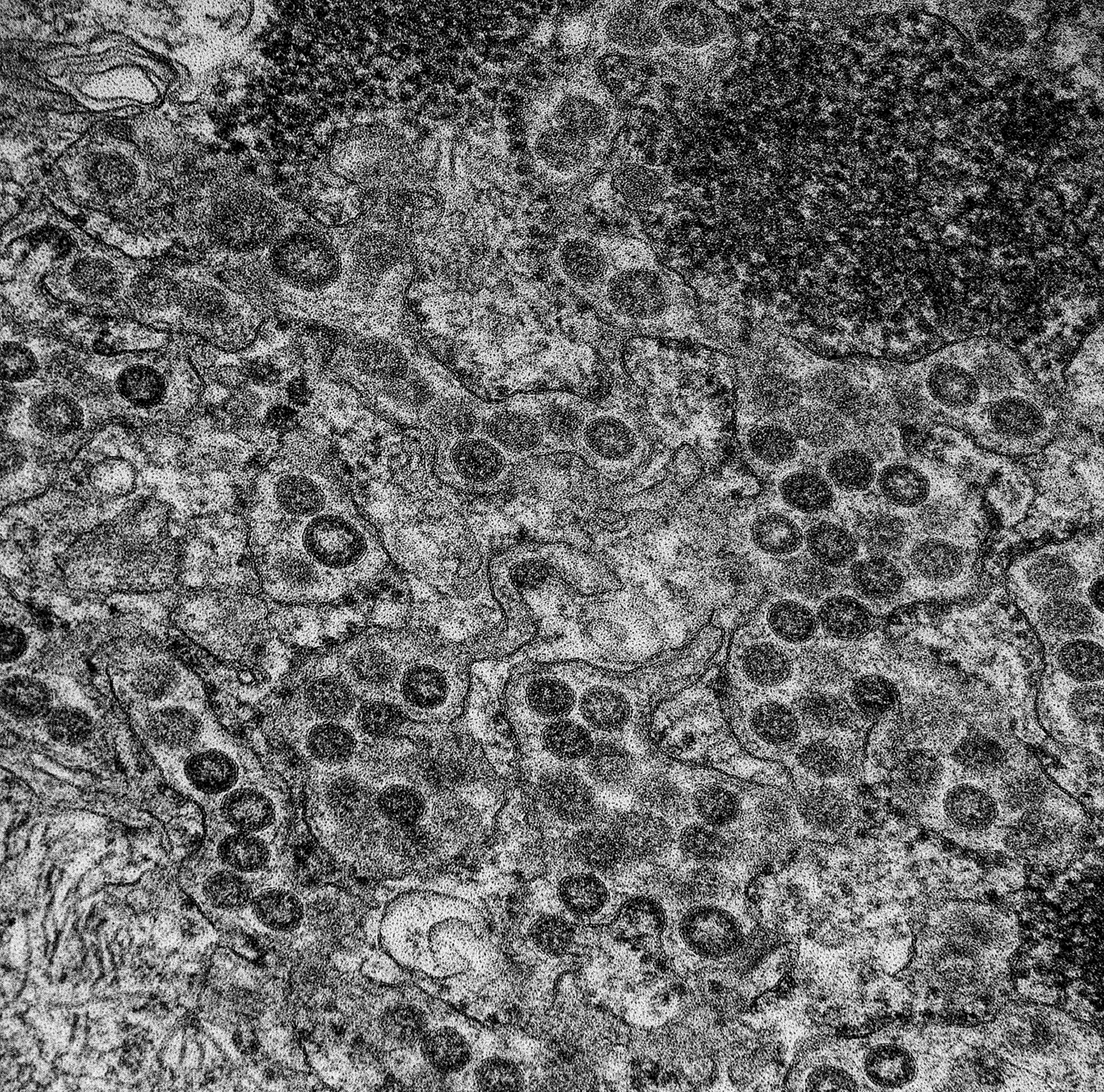
MERS-Coronavirus-infizierte MRC-5-Zellen

MRC-5 (Medical Research Council cell strain 5, übersetzt: „Medizinischer Forschungsrat, Zellstamm 5“) ist eine diploide, menschliche Zellkulturlinie. Sie besteht aus fibroblastischen Zellen, die ursprünglich aus der Lunge eines 14 Wochen alten, männlichen Fötus stammen. Dieser wurde im September 1966 wegen psychischer Probleme von einer 27-jährigen, sonst körperlich gesunden Mutter in England abgetrieben. Die MRC-5-Zellen haben nicht die Fähigkeit, Tumoren hervorzurufen, und weisen eine geringe Frequenz chromosomaler Anomalien auf.
Die Zelllinie wurde von J.P. Jacobs und Kollegen nach der 7. Zellteilung isoliert (PDL7). Die Zelllinie erreicht Seneszenz nach etwa 45 bis 60 Teilungen. Da der ursprüngliche Vorrat nach etwa 40 Jahren zur Neige geht und die Integrität und Sterilität der originalen Glasampullen gefährdet ist, hat die WHO einen zweiten Vorrat mit einer etwas erhöhten Verdopplungsrate (PDL12) in Auftrag gegeben.

## Anwendung
MRC-5-Zellen wurden in den letzten Jahren zur Herstellung mehrerer Impfstoffe (MMR – hierbei Röteln, Windpocken, Hepatitis A und Tollwut) genutzt. Leonard Hayflick und Paul Moorhead haben Anfang der 1960er-Jahre entdeckt, dass sich Viren, die für bestimmte Impfungen benötigt werden, in menschlichen Stammzellen im Labor besser entwickeln als in tierischem Gewebe oder lebendigen Tieren. Letztere hatte man häufig vorher zur Herstellung und Kultivierung genutzt, so z. B. vorher verwendete Nierenzellen aus Affen. Bei jener Herstellungsmethode aus Nierengewebe kam es aber immer wieder vor, dass diese auch ungewollte Krankheitserreger enthielten, während die ursprünglich aus dem Fötus gewonnenen Zellen eine sichere Virus- und damit auch Impfstoffproduktion ermöglichten.
Die Kultivierung auf MRC-5-Zellen klappt insbesondere bei Rötelnviren, die in abgeschwächter Form dann im Rötelnimpfstoff enthalten sind (beispielsweise bei Priorix bzw. Priorix-Tetra). Die Viren werden für den Impfstoff gereinigt und Reste der Zellkultur entfernt, können indes unter Umständen als Spuren in den Impfstoff gelangen. Gemäß PEI sind diese möglichen Reste der Zelllinienkulturen keine Inhaltsstoffe, sondern Hilfsstoffe bei der Herstellung, da sie nicht „bewusst zugefügt“ werden. Der COVID-19-Impfstoff AZD1222 wird dagegen nicht mit Hilfe von MRC-5-Zellen hergestellt.
Heute werden hauptsächlich neben MRC-5 auch die ebenfalls aus einem Fötus stammende Zelllinie WI-38 für die Entwicklung von einer Vielzahl von Impfstoffen eingesetzt. In beiden Fällen sind die Föten aber nicht deswegen abgetrieben worden, um aus ihnen Gewebe für die Zelllinien zu entnehmen. Außerdem wurden diese Zelllinien einmalig aus den Föten entnommen, danach wurden sie kontinuierlich vermehrt und eingefroren. Es wurde insbesondere von religiösen Gemeinschaften kritisiert, dass die MRC-5-Zelllinie (und auch WI-38) aus einem abgetriebenen Fötus gewonnen wurde. Jedoch sehen die katholische Kirche, aber auch andere Religionsgemeinschaften, die Produktion solcher Impfstoffe in Hinblick auf ihren Nutzen als gerechtfertigt an. So hatte 2003 der spätere Papst Benedikt XVI. (Joseph Ratzinger) gerade den Rötelnimpfstoff gelobt. Auch die Päpstliche Akademie für das Leben sieht in einer Stellungnahme 2017 den Einsatz solcher Impfstoffe als vertretbar an.